# Jøvik
Jøvik est une localité de Norvège, dans le comté (fylke) de Troms et Finnmark, au nord du cercle polaire arctique.

## Géographie
Administrativement, Jøvik fait partie de la kommune de  Tromsø. Le village est situé le long d'un fjord, l'Ullsfjorden (no), à l' entrée du bras du fjord Kjosen, sur la péninsule de Lyngen, à environ 35 kilomètres à l'est de la ville de Tromsø à vol d'oiseau, mais à environ 100 km par la route.

## Histoire
Jøvik a eu une importance économique durant le XXe siècle, avec la Jøvik Sildolje & Kraftforfabrik, une usine de production d'huile de hareng ; le village comprenait également une activité de pisciculture. L'usine a fermé en 1996, et Jøvik s'est dépeuplé. Il comptait 35 habitants en 2015 et 36 en 2018.